# Belagerung von Malta (1565)
Die Belagerung Maltas 1565 (maltesisch l-Assedju l-Kbir, die Große Belagerung) war der vergebliche Versuch von Truppen Sultan Süleymans des Prächtigen, die vom Malteserorden gehaltene, strategisch wichtige Insel für das Osmanische Reich zu erobern.
Am 17. Mai wurde die Flotte des Sultans vor der Küste Maltas gesichtet, und mit der Ausschiffung der osmanischen Truppen am 19. Mai begann die über drei Monate dauernde Einschließung der Insel. Der Angriff auf die maltesischen Festungswerke begann am 24. Mai und endete am 8. September 1565 mit dem Eintreffen einer spanischen Entsatzflotte und dem Abzug der Osmanen. Der Sieg der Malteserritter unter ihrem Großmeister Jean de la Valette gegen das zahlenmäßig weit überlegene Invasionsheer war ein erster schwerer Schlag gegen die osmanische Seemacht im westlichen Mittelmeer.

## Vorgeschichte
Sultan Süleyman trieb die Expansion seines Reiches soweit voran, dass die Osmanen schließlich den gesamten östlichen Mittelmeerraum kontrollierten und nach der Eroberung Ungarns 1529 erstmals Wien belagern konnten. Bereits 1522 hatten sie nach der Belagerung von Rhodos den Johanniterorden von dort vertrieben. Die Ordensritter ließen sich zunächst auf Kreta und an mehreren Orten in Italien nieder, bis der Habsburger Karl V., Römisch-deutscher Kaiser und König von Spanien, sie 1530 mit den Inseln Malta und Gozo sowie dem 1510 von Spanien eroberten Tripolis belehnte.
Unter ihrem Großmeister Philippe de Villiers de l’Isle-Adam gingen sie sofort daran, Malta zu ihrem neuen Stützpunkt auszubauen. Karl V. unterstützte sie finanziell, vor allem beim Bau und Ausbau der Festungsanlagen Maltas. Die Flotte des Malteserordens übernahm eine zentrale Rolle im Kampf gegen die osmanischen Seestreitkräfte und der mit ihnen verbündeten Barbaresken-Korsaren im westlichen Mittelmeerraum. Dank seiner Lage zwischen Sizilien und Tunis kam Malta dabei eine strategisch entscheidende Rolle zu.

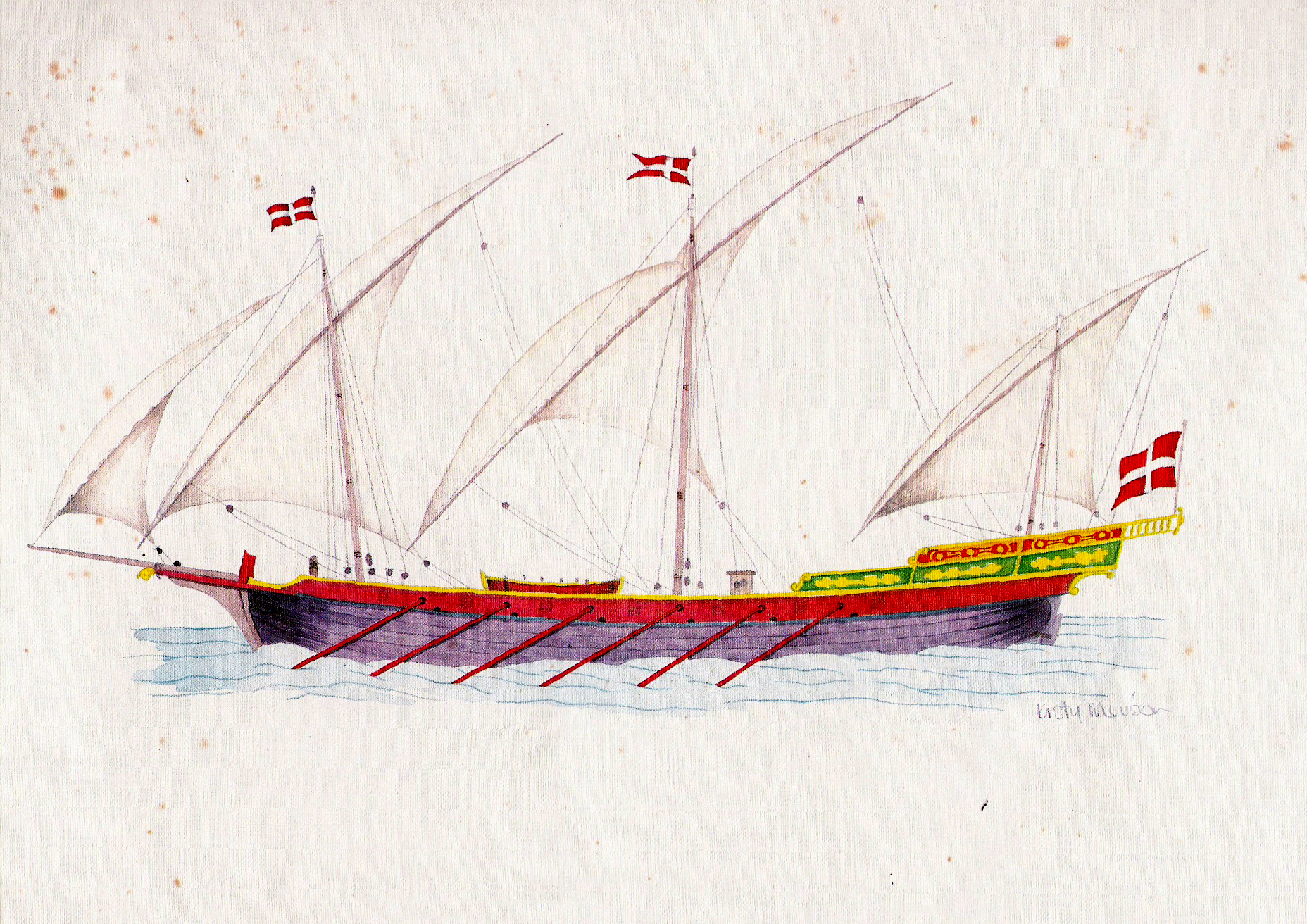
Kleine Schebecke der Johanniter um 1600

Die Osmanen und ihre Verbündeten waren seit den 1540er Jahren im westlichen Mittelmeerraum militärisch äußerst aktiv. Eine besondere Bedrohung für die christlichen Länder des westlichen Mittelmeeres stellte die Flotte des türkischen Beylerbeys von Nordafrika Khayr ad-Din „Barbarossa“ († 1546) dar, die vor allem von Algier aus operierte. So plünderte er 1542 mit seiner Flotte die katalanische Küste, eroberte 1543 im Bündnis mit Frankreich Nizza und unternahm 1544 einen weiteren Plünderungszug entlang der italienischen Küste.
Die Errichtung einer neuen Operationsbasis für die Galeeren des Johanniterordens auf Malta, das über den größten und am besten geschützten Naturhafen des Mittelmeers verfügt, behinderte und gefährdete die Operationen der Osmanen auf See. Dennoch eroberten sie 1551 das von den Johannitern verteidigte Tripolis zurück. Aufgrund der latenten Bedrohung ließ der 1558 gewählte Großmeister des Malteserordens, Jean Parisot de la Valette, die Befestigung des maltesischen Hafens beschleunigen und ausweiten, um auf einen Angriff vorbereitet zu sein.

## Ausgangslage

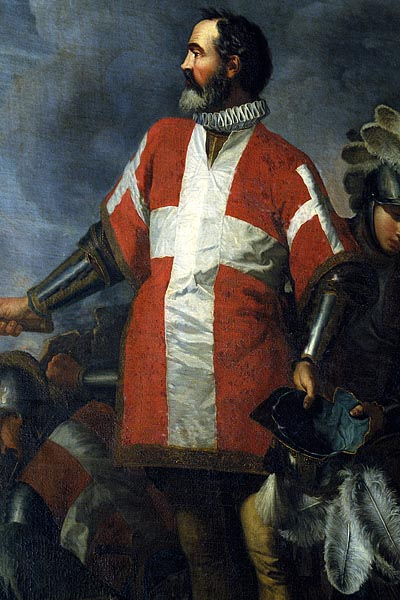
Jean Parisot de La Valette

Die Johanniterfestungen rund um den Großen Hafen von Malta

Die osmanische Flotte unter dem Befehl von Großadmiral Piyale Pascha war gewaltig: Sie bestand aus etwa 130 Galeeren und mehr als 200 anderen Kriegs- und Transportschiffen, die das etwa 40.000 Mann starke Heer unter dem Befehl von Mustafa Pascha nach Malta transportierte. Die Flotte lief am 1. April 1565 aus Konstantinopel aus und wurde am 17. Mai 1565 vor Malta gesichtet. Am 2. Juni traf der berühmte Korsar Turgut Reis, genannt Dragut, der Bey von Tripolis, mit einem weiteren kleinen Geschwader auf Malta ein. Sultan Süleyman hatte Piyale Pascha und Mustafa Pascha angewiesen, Turgut als „Vater“, d. h. als Oberbefehlshaber der gesamten Operation zu betrachten.
Der Malteserorden konnte neben 750 Rittern etwa 8000 maltesische Kämpfer sowie ca. 600 spanische Söldner aufbieten, die allesamt dem Großmeister Jean Parisot de la Valette unterstanden. Die Ritter waren gut auf die Verteidigung ihrer Festungen vorbereitet und hatten Hilfeersuchen sowohl an den spanischen Vizekönig von Sizilien als auch an König Philipp II. von Spanien selbst und an ihre außerhalb Maltas gelegenen Balleien und Komtureien geschickt.
Die Kämpfe sollten sich im Wesentlichen auf die drei Johanniterfestungen an den beiden großen Naturhäfen an der Nordostküste Maltas konzentrierten. Der nördlich gelegene Hafen von Marsamxett war durch die Halbinsel des Monte Sciberras, auf der heute die maltesische Hauptstadt Valletta liegt, vom südlichen Großen Hafen getrennt. Das als Vorposten an der Spitze der Landzunge erbaute Fort St. Elmo sollte die Einfahrten zu beiden Häfen schützen. Im Südosten, gegenüber dem Monte Sciberras, ragen zwei parallel zueinander verlaufende Landzungen in den Großen Hafen hinein: südwestlich Senglea mit dem Fort St. Michael und nordöstlich Birgu mit der alten Festung St. Angelo, dem Hauptquartier der Ordensritter. Beide Halbinseln waren an ihren Spitzen durch eine große Kette miteinander verbunden, um gegnerischen Schiffen die Einfahrt in die zwischen ihnen liegende Bucht zu verwehren. Zudem wurde eine provisorische Pontonbrücke über die Bucht angelegt, um ungehindert Truppen von einer Festung zur anderen verschieben zu können. In den flachen Gewässern westlich Sengleas sollte eine Palisade aus spitzen Holzpfählen die Anlandung feindlicher Truppen verhindern.
Nachdem die osmanische Flotte vor Malta erschienen war, gingen die Invasionstruppen innerhalb von zwei Tagen in der Bucht von Marsaxlokk im Südosten der Insel an Land. Sie schafften ihre Geschütze und Truppen nach Norden in das Gebiet rund um die beiden großen Häfen und schlugen ihr Lager im Tiefland der Marsa auf. Die Brunnen dieser Gegend waren zuvor auf Geheiß von Großmeister La Valette verunreinigt worden. Dadurch litten die osmanischen Soldaten während der ganzen Belagerung verstärkt an Krankheiten wie der Ruhr.

## Verlauf

### Kampf um das Fort St. Elmo
Am 24. Mai 1565 begannen die Topçular, die osmanischen Artilleristen von der Höhe des Monte Sciberras aus mit dem massiven Beschuss des Forts St. Elmo. Dabei gingen täglich 6000 bis 7000 Geschosse auf das Fort nieder, darunter die ca. 160 Pfund schweren Kugeln eines sogenannten „Basilisken“. Piali und Mustafa waren überzeugt, die Eroberung sei nur eine Sache weniger Tage. Turgut Reis, der weitaus mehr Erfahrung im Kampf mit den Ordensrittern hatte, war noch nicht eingetroffen.
Obwohl zunächst weder Sizilien noch Spanien Verstärkung schickten, leisteten die Ritter wie auch die Malteser erbitterten Widerstand. Die Belagerer arbeiteten sich durch das Ausheben von Gräben immer näher an das Fort heran, und am 3. Juni postierten sie auf Anweisung des inzwischen eingetroffenen Turgut Reis nördlich des Forts eine weitere Geschützbatterie, die St. Elmo über die Einfahrt des Marsamxett Hafens hinweg sofort unter Feuer nahm. Der Standort der Batterie an der Spitze der Tigne-Halbinsel wird noch heute manchmal als Dragut’s Point bezeichnet. Außerdem ließ er noch eine weitere Batterie am Punta delle Forche, dem Galgenplatz, installieren, um das Fort auch von Süden her unter Feuer nehmen zu können. (Heute liegt hier das Fort Ricasoli.)

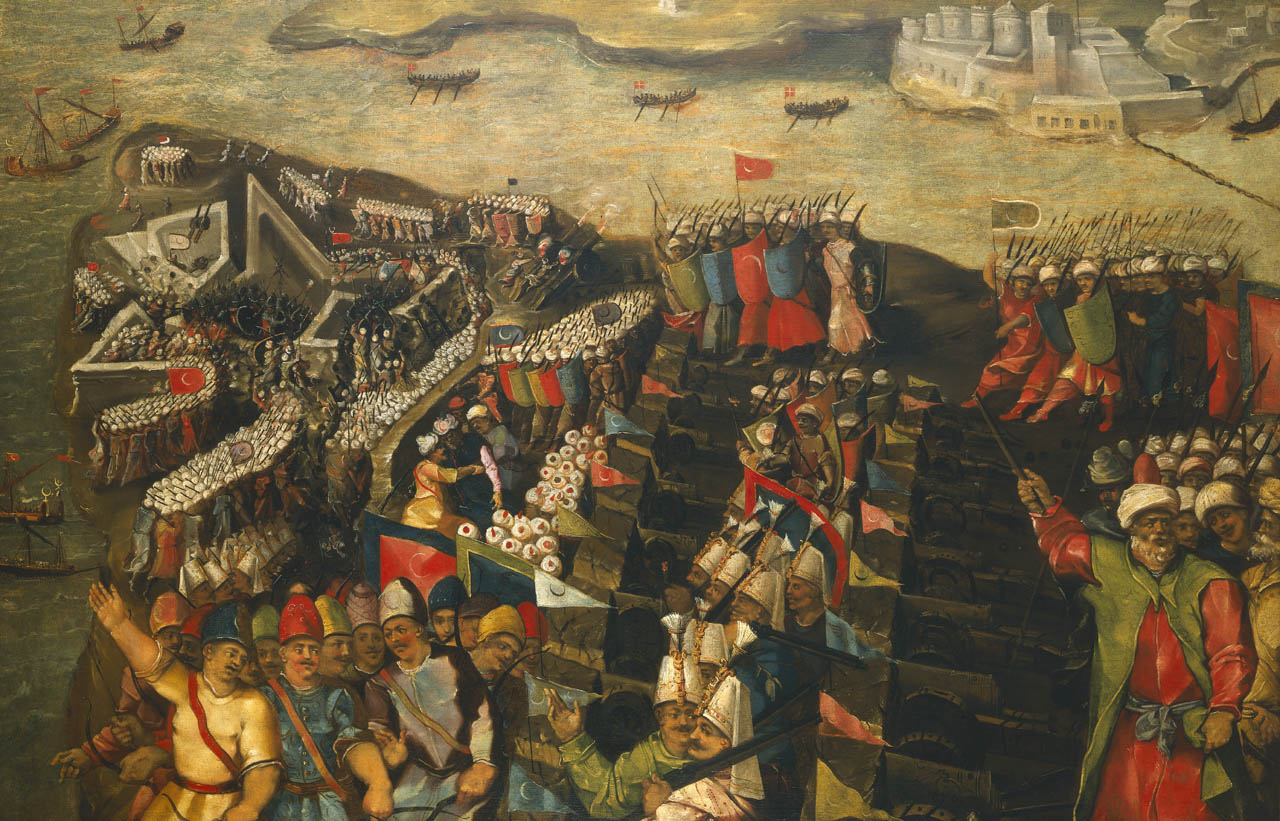
Die Eroberung Sankt Elmos (Matteo Perez d’ Aleccio)

Am nächsten Morgen wurde den Verteidigern des Forts, mehr durch Zufall, der Ravelin entrissen, der seine Nordwestecke absicherte. Bei einer Inspektion fanden Pioniere der Angreifer die Besatzung schlafend und aufgrund des Bombardements erschöpft vor und machten sie nieder. Seit Beginn der Angriffe auf St. Elmo hatten die Malteser die Geschütze des auf Birgu gelegenen Forts St. Angelo neu ausgerichtet und fügten den Osmanen mit Kanonaden quer über den Großen Hafen schwere Verluste zu. Bei diesem Artilleriebeschuss erlitt Turgut Reis am 18. Juni durch einen Steinsplitter eine Kopfverletzung, der er kurz nach der Eroberung von St. Elmo am 23. Juni erlag.
An diesem Tag erfolgte der letzte Großangriff auf das Fort, der nach äußerst verlustreichen Kämpfen zu seiner Eroberung führte. Von den ursprünglich 1500 Verteidigern des Forts überlebten nur neun Ordensritter die Erstürmung, während die Osmanen bei den Kämpfen etwa 8000 Soldaten verloren hatten. Mustafa Pascha ließ die neun überlebenden Verteidiger enthaupten, ihre Leichen kreuzigen und sie über das Wasser in Richtung auf Birgu und Senglea treiben. Im Gegenzug ordnete La Valette die Tötung türkischer Gefangener an, ließ deren Köpfe in die Kanonen laden und auf den Gegner abfeuern.

### Kampf um Senglea und Birgu
Nach der Eroberung St. Elmos gingen die Osmanen dazu über, im Verlauf mehrerer Tage ihre Geschütze auf das Fort St. Angelo am nördlichen Ende von Birgu auszurichten (heute heißt der Ort im Gedenken an den Sieg der Ritter Vittoriosa, allerdings wird der Name praktisch nicht verwendet). Es folgte schweres Geschützfeuer auf die Stellungen der Malteser.

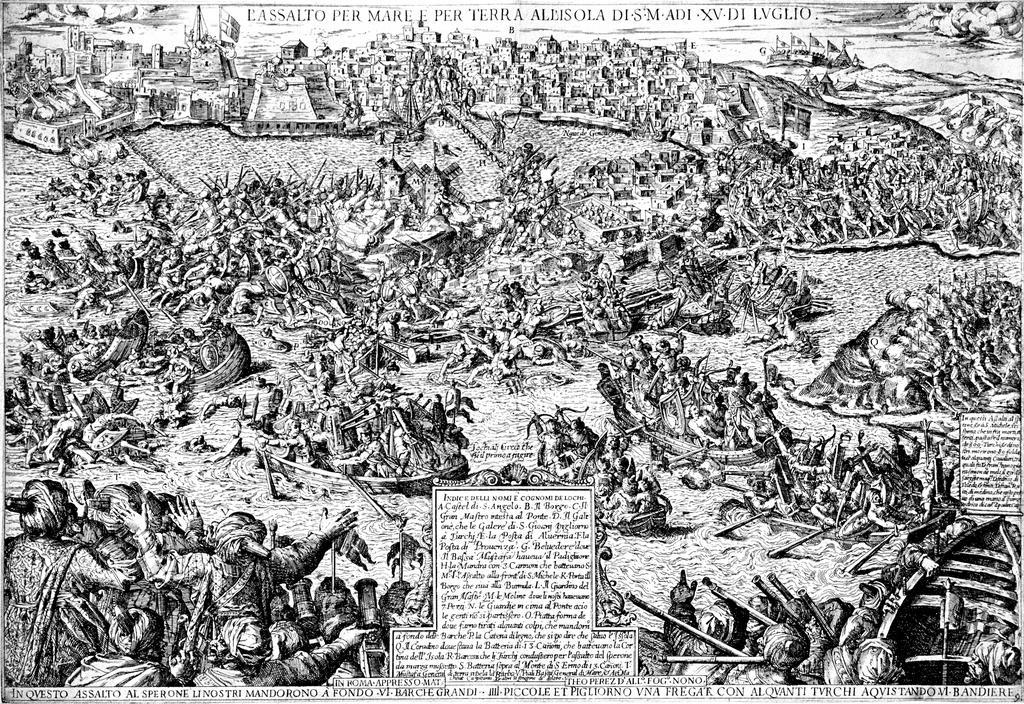
Der abgeschlagene türkische Seeangriff am 15. Juli

Am 15. Juli gingen die osmanischen Truppen zum Sturmangriff auf die St.-Michaels-Bastion auf Senglea über. Obwohl auf der Festung ein Pulvermagazin explodierte, gelang es, die Angreifer zurückzuschlagen und ihnen wieder hohe Verluste beizubringen. Valette hatte sich zum Schluss auf die Verteidigung Birgus konzentriert, wo er die maltesischen Truppen zusammengezogen und die Brücke zum Fort St. Angelo gesprengt hatte. „Es gibt kein Zurück, nur Sieg oder Tod!“ soll er gesagt haben. Unterdessen hatten die türkischen Befehlshaber einige ihrer Schiffe über Land vom Marsamuscetto aus über die Basis der Sciberras-Halbinsel in den „Großen Hafen“ geschafft. Damit unternahmen sie noch am gleichen Tag einen auch von Janitscharen durchgeführten Seeangriff auf Senglea, der jedoch am Geschützfeuer einer bis dahin unentdeckten Batterie unter St. Angelo scheiterte.
Vom 2. bis zum 7. August versuchten die Belagerer, die Festungen der Malteser mit einer massiven Kanonade sturmreif zu schießen. Nach Beendigung des Geschützfeuers starteten sie einen weiteren Großangriff, der sich nun gegen die Kastilische Bastion auf Birgu richtete. Nach Anfangserfolgen wurde dieser Angriff von den Verteidigern zusammengeschossen. Erfolgreicher für die Osmanen war am selben Tag ein Angriff auf die St.-Michaels-Bastion, die von ihnen zeitweise eingenommen wurde. Als die Mauer bei der St.-Michaels-Bastion einstürzte und Angreifer in Scharen eindrangen, soll der damals schon über 70-jährige Valette persönlich den Gegenangriff geführt haben. Die Ritter und Verbündeten des Ordens waren durch diese Tat so motiviert und die angreifenden Türken gleichermaßen geschockt und entmutigt, dass der Angriff erfolgreich abgewehrt und die Bresche wieder geschlossen werden konnte. Noch heute kann man die St.-Michaels-Bastion (Senglea) besichtigen.
Während der Großoffensiven gegen die Festungen der Malteser drang die im Inland Maltas postierte Kavallerie des Ordens in das osmanische Feldlager ein, tötete zahlreiche kranke und verwundete Türken und steckte das Lager in Brand. Der Reiterausfall löste unter den Türken Panik aus. Mustafa Pascha befürchtete, es mit einer Entsatztruppe zu tun zu haben, woraufhin er den bereits trotz heftiger Gegenwehr seitens der Malteser erfolgreichen Angriff abbrechen ließ, um nicht zwischen die vermeintlich anrückende Entsatzarmee und die Festungen zu geraten.

### Angriff auf Mdina
Da die Ordensritter fast alle kampffähigen Männer aus dem Inland in den drei Festungen zusammengezogen hatten, war das Hinterland mit der Hauptstadt Mdina ungeschützt und verwundbar. Das wusste auch Mustafa Pascha. Er befahl einem General, mit einer kleinen Truppe von 1800 Soldaten das Hinterland einzunehmen. Wie erwartet zogen die Osmanen durch die Dörfer, ohne auf Widerstand zu stoßen. Der Kommandant von Mdina, Dom Mesquita, erfuhr jedoch rechtzeitig vom Anmarsch der Truppe. Für eine wirkungsvolle Verteidigung lagerten viel zu wenig Pulver und Kanonenkugeln in der Stadt. Also entschloss er sich, eine Täuschung zu versuchen, und kleidete alle in der Stadt verbliebenen Bauern und Frauen in Uniformen. Dann ließ er sie, mit allen zur Verfügung stehenden Waffen und Geschützen ausgerüstet, an den Wällen Aufstellung nehmen. Als die Türken angreifen wollten, sahen sie sich derart vielen Verteidigern gegenüber und wurden mit einem kurzen, aber so gewaltigen Abwehrfeuer empfangen, dass sie Mdina für einen viel stärkeren Gegner als erwartet hielten und wieder abzogen. Dieser Schachzug des Stadtkommandanten von Mdina ging als „Der große Bluff“ in die Geschichtsannalen der Insel ein.

### Das Ende der Belagerung
Am 21. August unternahmen die Belagerer einen weiteren Sturmangriff auf Birgu und Senglea, der ebenfalls keinen Erfolg hatte. Noch im selben Monat erfuhren die Osmanen, dass ein für sie wichtiges Versorgungsschiff auf dem Weg nach Malta geentert worden war. Schlechte Versorgung und Krankheiten dezimierten das osmanische Heer erheblich.
Am 7. September traf aus Sizilien das lang erwartete Entsatzheer ein, der sogenannte Gran Soccorso (ital.: großer Beistand), das allerdings nur aus etwa 8000 Mann bestand. Mustafa Pascha, der über die geringe Größe des Entsatzheeres nicht informiert war und dessen eigene Truppen durch Seuchen bereits sehr geschwächt waren, befahl den Abbruch der Belagerung und den Abzug von der Insel. Als er jedoch bemerkte, wie relativ klein der Entsatz war, ließ er einen Teil seiner Truppen wieder ausschiffen, und es kam zu schweren Kämpfen, bei denen aber die Männer aus Sizilien die Oberhand behielten und den Türken nochmals schwere Verluste bescherten. Diese flohen daraufhin unter Zurücklassung allen schweren Gerätes. Die verbliebenen Teile des osmanischen Heeres schifften sich am 8. September ein und segelten davon. Das letzte Schiff der Osmanen verschwand am 12. September 1565 hinter dem Horizont. Als sie zurück an den Bosporus gelangten, verzieh Süleyman I. seinen Heerführern Piali und Mustafa und beschloss, im folgenden Jahr die Sache selbst in die Hand zu nehmen. Bevor es dazu kam, verstarb er allerdings am 7. September 1566.

## Resultat

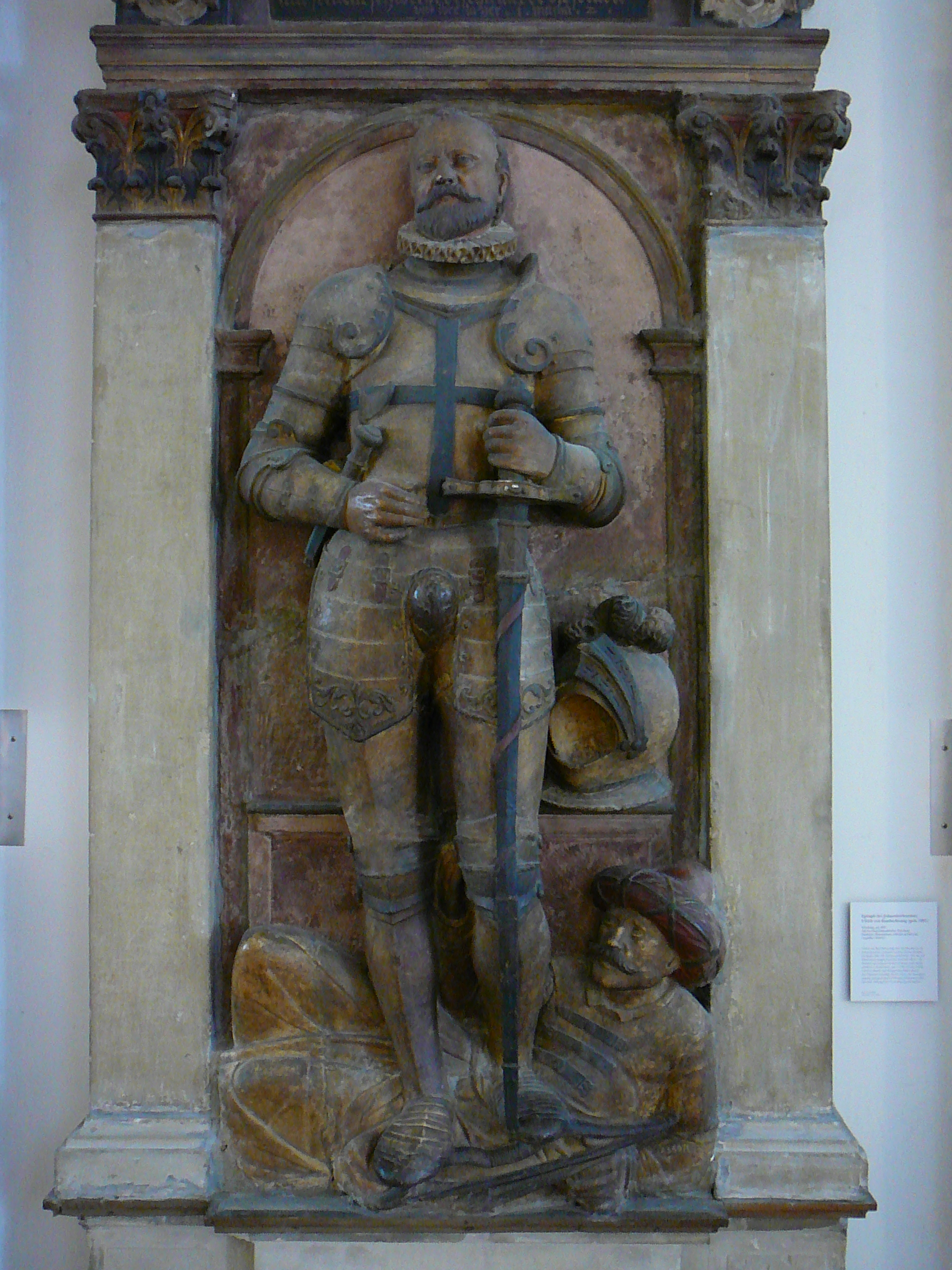
Epitaph Ulrich von Rambschwangs, eines Johanniterritters, der an der Schlacht teilnahm, als Sieger über die Türken (ca. 1601)

Die Belagerung Maltas war für die Osmanen äußerst verlustreich. Von den circa 40.000 beteiligten osmanischen Soldaten wurden 24.000 getötet, 10.000 verwundet oder durch Krankheiten geschwächt und etwa 1000 von den Maltesern gefangen genommen. In Istanbul, wo die Nachricht der katastrophalen Niederlage am 6. Oktober eintraf, war die Verzweiflung der Familien der ums Leben gekommenen Soldaten so groß, dass die in der Stadt lebenden Christen sich nicht aus ihren Häusern wagen konnten.
Nach 1565 unternahmen die Osmanen keinen weiteren Versuch mehr, Malta zu erobern. Durch die Behauptung Maltas wurde die Position der Osmanen im westlichen Mittelmeer geschwächt, eine Entwicklung, die sich durch die Seeschlacht von Lepanto 1571 verschärfte.
Auf maltesischer Seite starben von den 17.350 Mann (Ordenskämpfer und Entsatzheer zusammengerechnet) etwa 10.300 Mann. 1300 Menschen wurden verwundet. Vor der Landung der Entsatztruppen war Malta zuletzt nur noch von etwa 600 Mann verteidigt worden.
In den Jahren nach der osmanischen Belagerung bauten die Malteser die Befestigungsanlagen der Insel stark aus. Westlich des Forts St. Elmo auf dem Monte Sciberras wurde eine weitere Festungsstadt errichtet, die zu Ehren des siegreichen Großmeisters Valletta genannt wurde. Sie löste bald darauf Mdina als Hauptstadt ab. Gegen Ende des 16. Jahrhunderts war Malta die am stärksten befestigte Insel des Mittelmeeres. Die Festungsanlagen sind bis heute fast vollständig erhalten und gehören wohl zu den großartigsten und beeindruckendsten Festungsbauten der Welt. Allein die landeinwärts liegenden Bastionen von Valletta erheben sich teilweise fast 30 Meter über dem Festungsgraben, besonders eindrucksvoll zu erkennen, wenn man dies vom Haupthafen, also von Meeresspiegelniveau aus, in Augenschein nimmt.

## Literatur und Quellenangabe

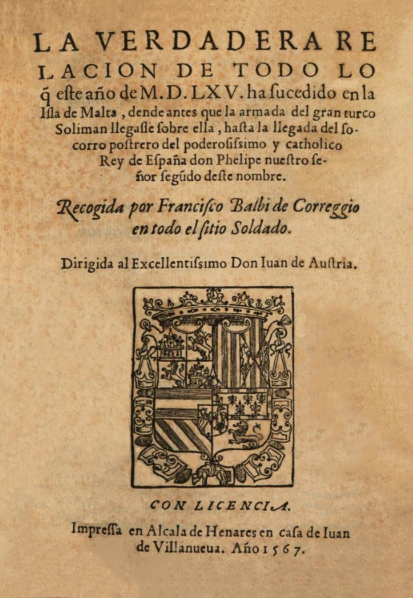
Francesco Balbi di Correggio (Alcalá de Henares, 1567).